# Піонтковський Іван Миколайович
Піонтковський Іван Миколайович (1 січня 1878, Кишинів  — після листопада 1918) — російський, пізніше український військовий діяч. Генерал-майор російської армії, у 1918 році — генерал-хорунжий збройних сил Української Держави.

## Життєпис
Іван Піонтковський народився 1 січня 1878 року в Кишиневі (за іншими даними в Одесі). Освіту Іван здобув в Кишинівському реальному училищі, після чого 4 вересня 1896 року був зарахований до Московського військового училища. Випущений 8 серпня 1898 підпоручником, потрапив до 73-го піхотного Кримського полку російської армії.
Проведений 13 серпня 1901 року в поручники, Піонтковський незабаром успішно здав вступні іспити до Миколаївську академію Генерального штабу, яку закінчив у 1904 році. 31 травня 1904 роки за успіхи в науках Піонтковський був підвищений до штабс-капітана.
8 березня 1904 року військовик був призначений старшим ад'ютантом штабу 21-го армійського корпусу. Брав участь в Російсько-японській війні.
20 червня 1905 був призначений на посаду старшого ад'ютанта в штаб 51-ї піхотної дивізії і 28 вересня того ж року переміщений на таку ж посаду у 61-у піхотну дивізію. Перебуваючи у цій дивізії Піонтковський 19 листопада 1905 року був призначений командиром роти у 174-й Роменський полк. Залишаючись на посаді ротного командира Роменського полку до 19 листопада 1906 року він 10 вересня 1906 був зарахований обер-офіцером для доручень при штабі Кавказького військового округу, 23 березня 1909 отримав звання підполковника і, 5 серпня того ж року призначений старшим ад'ютантом штабу 1-го Кавказького армійського корпусу.
27 листопада 1910 року Піонтковський був переведений на службу в Окремий корпус прикордонної варти і призначений штаб-офіцером для доручень при штабі Заамурского округу. Незважаючи на це призначення Піонтковський з 15 травня по 15 вересня відбував цензовое командування батальйоном у 77-му піхотному Тенгінскому полку. 27 лютого 1913 року він був призначений старшим ад'ютантом штабу Приамурского військового округу, але через півроку, 9 серпня, повернувся на Кавказ і був призначений начальником штабу 1-ї Кавказької козачої дивізії. 6 грудня 1913 отримав звання полковник.
Під час Першої світової війни Піонтковський воював на Кавказькому фронті, був начальником штабу 5-ї Туркестанської стрілецької бригади. Наказом від 17 травня 1915 року Піонтковський був нагороджений орденом св. Георгія 4-го ступеня. Після переформування 5-й Туркестанської стрілецької бригади в дивізію, Піонтковський залишався там на посаді начальника штабу. 2 лютого 1916 року він отримав в командування 262-й піхотний Грозненський полк. 30 липень 1917 року був проведений в генерал-майори. До 11 жовтня 1917 року обіймав посаду начальника штабу 79-ї піхотної дивізії.
Після Жовтневого перевороту Піонтковський до середини 1918 року залишався на Кавказі, а потім поїхав до України і 28 вересня вступив до збройних сил Української Держави з чином генерал-хорунжого, був начальником штабу 1-ї стрілецької козачої дивізії в Конотопі. Під час Антигетьманського повстання за спогадами деяких сірожупанників Піонтковський разом з командиром дивізії генералом Васильєв-Чечелем оголосили нейтралітет, проте насправді обидва перейшли у розпорядження Директорії в особі сотника Палія, але ніяких посад не отримали.
Перебував  на еміграції у Франції. Подальша доля Піонтковського невідома.